# Йеменский хамелеон
Йеменский хамелеон (лат. Chamaeleo calyptratus) — вид ящериц из семейства хамелеонов. Для вида характерно наличия шлема на голове.

## Внешний вид

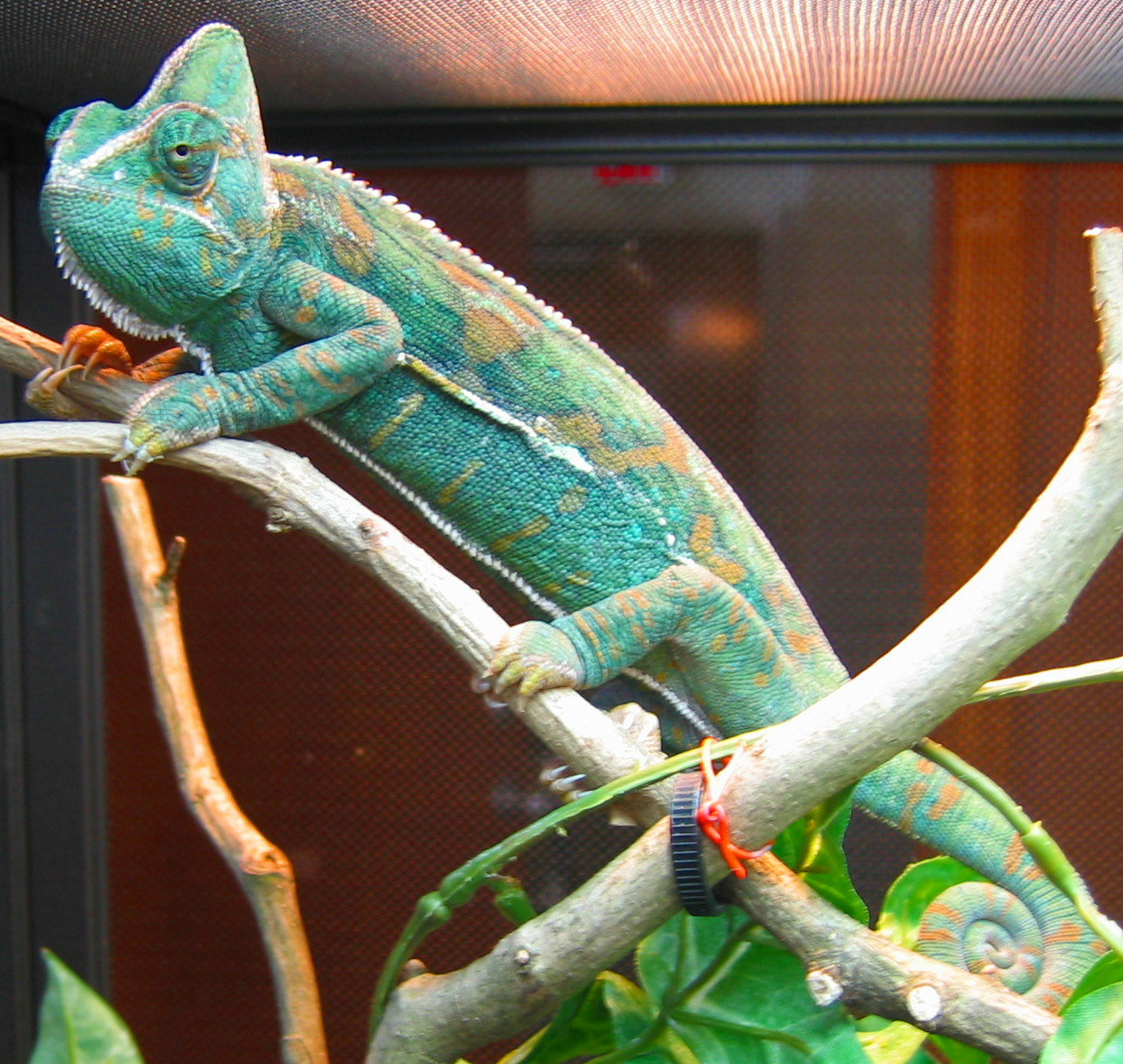
Самка йеменского хамелеона

Длина самцов от 43 до 61 см, самки меньше, их длина до 31 см, но тело толще. У обоих полов есть шлем на голове, который увеличивается по мере взросления животного, у взрослых особей шлем достигает 7—8 см.
Вылупившиеся хамелеоны пастельно-зелёного цвета, с возрастом у них появляются полосы различных цветов. Взрослые самки зелёные с белыми, оранжевыми, жёлтыми или коричневыми крапинками. Самцы ярче самок, у них имеются чёткие полосы жёлтого или синего цвета, а также небольшие пятна.
Окрас меняется из-за многих факторов, например от социального статуса, репродуктивного цикла, стресса, проявления агрессии.

## Распространение
Вид распространён на юго-западе Аравийского полуострова от Асира в Саудовской Аравии до окрестностей Адена в Йемене на высоте 1200—2000 м над уровнем моря. 
Интродуцированные популяции известны во Флориде и на Гавайях.

## Образ жизни
Йеменский хамелеон ведёт древесный образ жизни. Хамелеон обитает в полузасушливом и тропическом климате, предпочитает температуру от 24 до 35 °C. Это преимущественно насекомоядный вид, они предпочитают мелкую добычу. Это один из немногих видов хамелеонов, который также может есть растительную пищу.

## Размножение и созревание

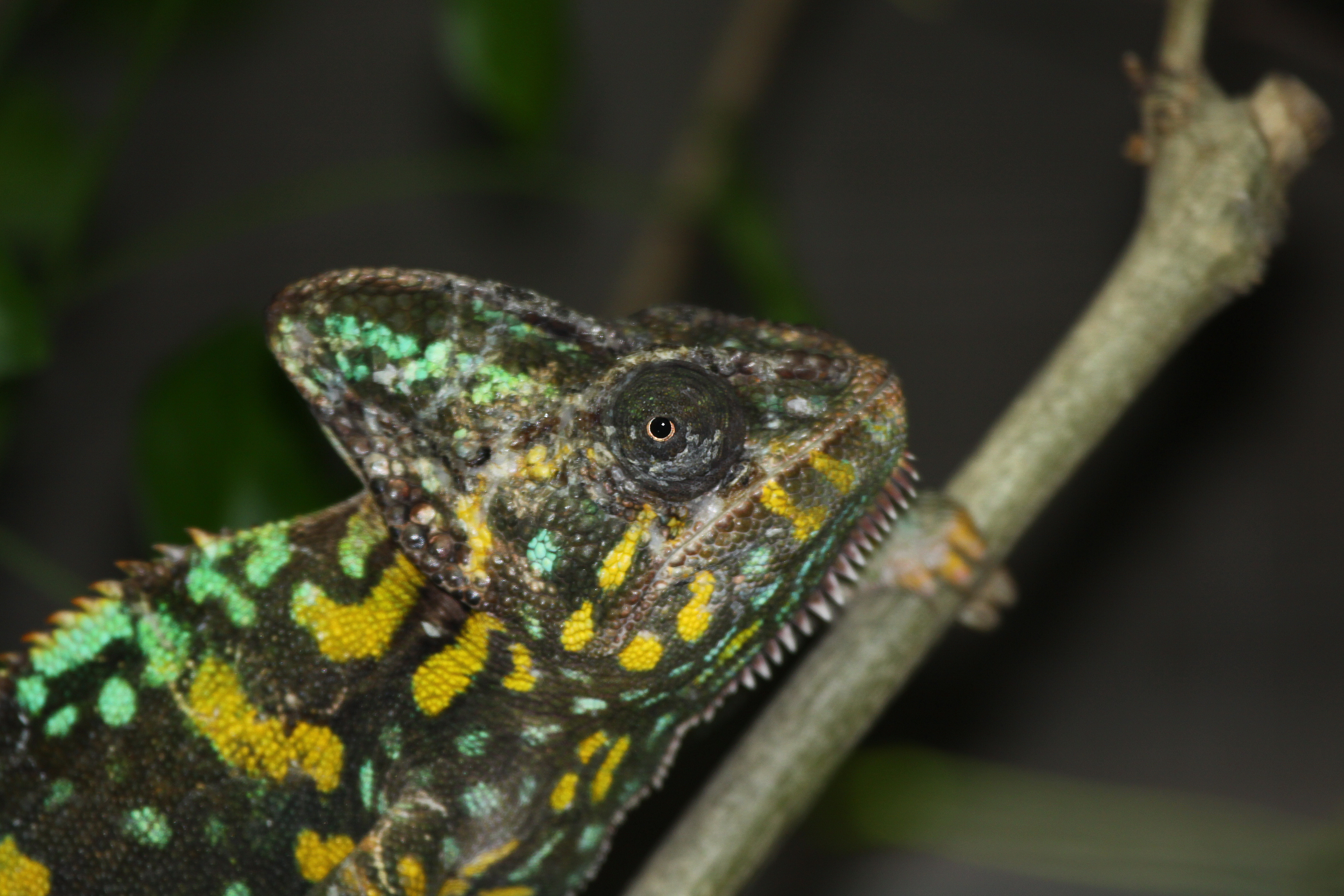

Йеменский хамелеон достигает половой зрелости в 4—5 месяцев, вид размножается несколько раз в год. За одну кладку самка откладывает до 85 яиц и закапывает их песок. Эмбрион, прежде чем начинает развиваться, испытывает диапаузу, период покоя. Температура инкубации хамелеона не влияет на развитие пола.
Хамелеон полностью вырастает за год. Продолжительность жизни в дикой природе у хамелеона короткая. В неволе самцы живут около 8 лет, самки живут меньше — около 5 лет.

### Спаривание
В период спаривания самцы выступают перед самками, покачивая головой и телом и изменяя цвет. Когда самка готова к спариванию, она меняет цвет, на её спине появляются бледно-голубые пятна. Если самка не восприимчива к самцу, её тело станет от тёмно-коричневого до чёрного с белыми или жёлтыми крапинками.

## Содержание в неволе

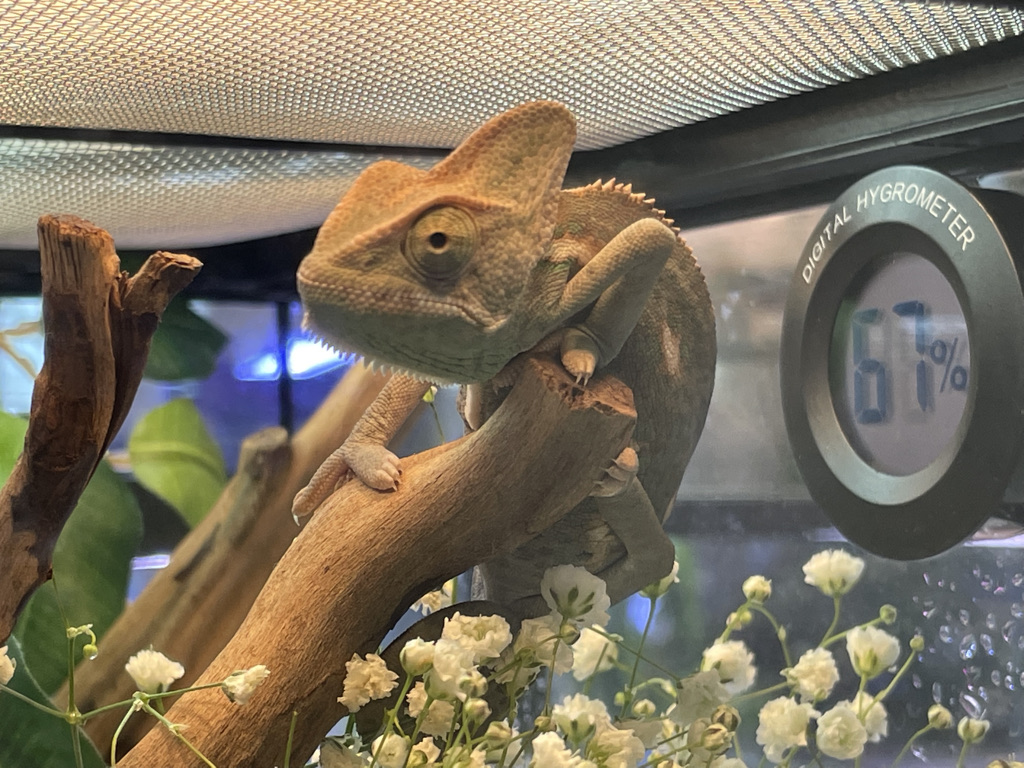
Хамелеон в террариуме.

Йеменский хамелеон — самый распространённый вид хамелеонов, содержащихся в неволе. Вид подходит для начинающих террариумистов.
Террариум для хамелеона должен быть вертикальный, размером 60 на 60 на 90 и более. В нём должна быть тёплая зона (около 35 °C) и более прохладная (21—23 °C). В террариуме необходимо поддерживать уровень влажности около 50 %.
Домашних хамелеонов кормят живыми сверчками, тараканами и мучными червями, насекомых посыпают кальцием. Молодых особей кормят ежедневно, взрослых 3—4 раза в неделю. Питомцу необходим постоянный доступ к проточной воде, чаще всего это капающая вода.

## Подвиды
Выделяют 2 подвида:
- Chamaeleo calyptratus calyptratus Duméril & Duméril, 1851
- Chamaeleo calyptratus calcarifer Peters, 1871